# فرديناند الأول إمبراطور النمسا
فرديناند الأول، إمبراطور النمسا وملك المجر وبوهيميا (19 أبريل 1793 - 29 يونيو 1875) خلف والده (فرانسيس الثاني إمبراطور الرومانية المقدسة) كإمبراطور والملك في عام 1835. اختار التنازل عن العرش عام 1848 بعد سلسلة ثورات. كما أنه كان ملك لومبارديا فينيتو.